# Seglora landskommun
Seglora landskommun var en tidigare kommun i dåvarande Älvsborgs län.

## Administrativ historik
Den inrättades i Seglora socken i Marks härad i Västergötland när 1862 års kommunalförordningar trädde i kraft.
Kommunreformen 1952 påverkade inte kommunen, men 1961 uppgick den i Viskafors landskommun som 1974 uppgick i Borås kommun.
Kommunkoden 1952-1959 var 1538.

### Kyrklig tillhörighet
I kyrkligt hänseende tillhörde kommunen Seglora församling.

## Geografi
Seglora landskommun omfattade den 1 januari 1952 en areal av 120,69 km², varav 115,09 km² land.

## Politik

### Mandatfördelning i Seglora landskommun 1938–58
| 17 | 5 | 3 |

| 25 |

| 18 | 5 | 2 |

| 25 |

| 19 | 4 | 2 |

| 23 |

| 16 | 9 |

| 22 |

| 16 | 5 | 3 |  |

| 19 | 6 |

| 15 |  | 4 |  | 4 |

| 20 | 5 |